# Bông gòn
Bông gòn (danh pháp hai phần: Ceiba pentandra) là một loài cây nhiệt đới thuộc bộ Cẩm quỳ (Malvales) và họ Cẩm quỳ nghĩa rộng, trước đây được tách ra trong họ riêng gọi là họ Gạo (Bombacaceae), có nguồn gốc ở México, Trung Mỹ, Caribe, miền bắc Nam Mỹ và khu vực nhiệt đới miền tây châu Phi (phân loài Ceiba pentandra guineensis). Từ này còn được sử dụng để chỉ sợi thu được từ quả của nó. Nó có lẽ là loại cây linh thiêng trong thần thoại Maya. Nó còn có tên gọi là cây bông Java, bông gòn Java hay cây bông lụa.

## Miêu tả

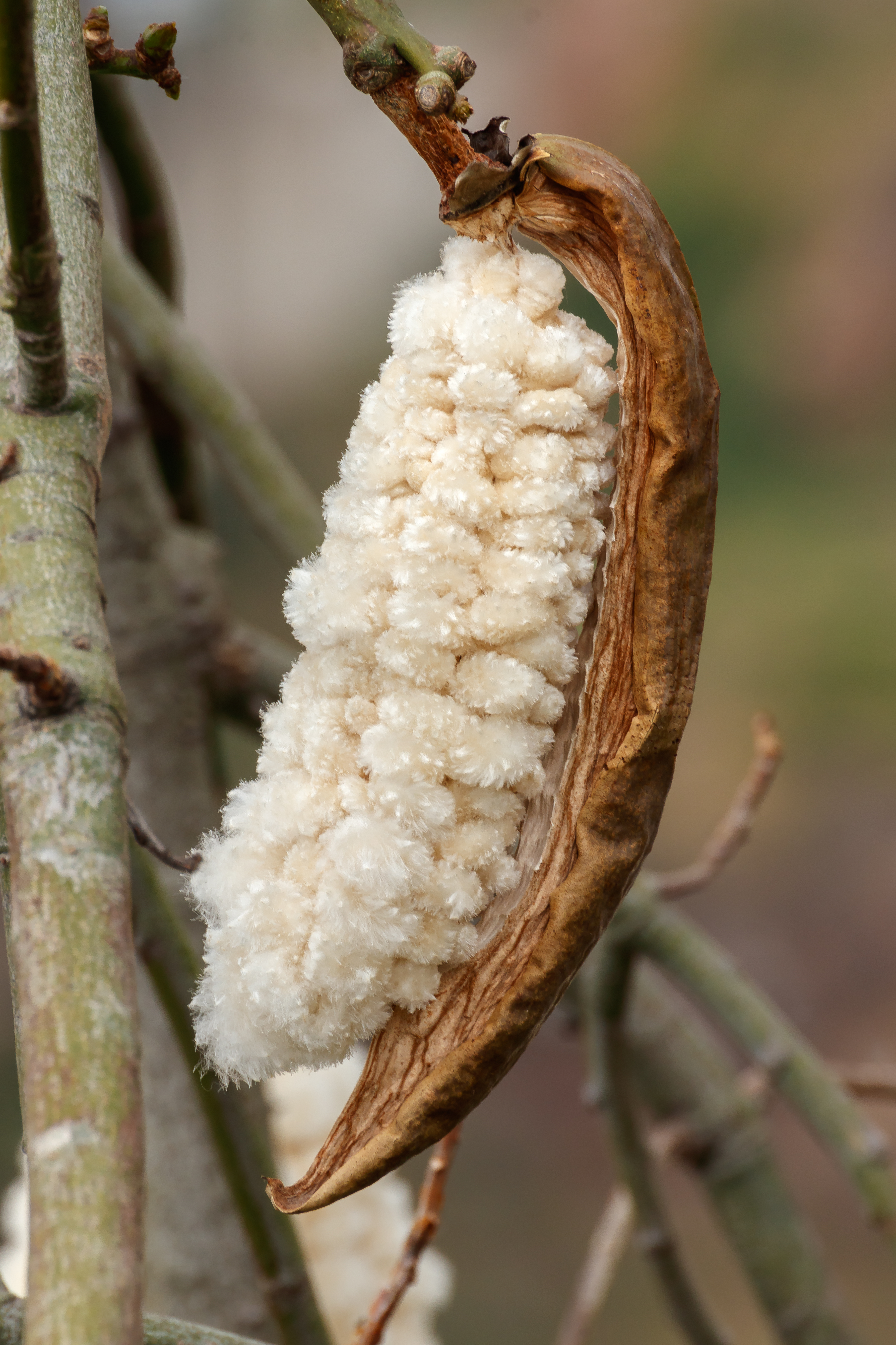
Quả bông gòn nứt ra cho thấy có các sợi bên trong

Loài cây này cao tới 60–70 mét; thân cây to lớn (đường kính tới 3 m) với các rễ phụ gia cố thêm. Thân cây và các cành lớn có nhiều gai lớn và cứng. Lá phức chứa 5–9 lá chét, mỗi lá chét dài tới 20 cm và tương tự như lá cọ (lá dạng chân vịt). Cây trưởng thành sinh ra khoảng vài trăm quả dài khoảng 15 cm mỗi quả. Quả có hạt được bao bọc trong các sợi bông mịn là hỗn hợp của linhin và xenluloza.

## Thu hoạch
Quá trình thu hoạch và tách sợi là một thủ công tốn nhiều công sức. Sợi bông gòn nhẹ, có đàn hồi, nổi trên nước. Vì không thấm nước, sợi bông gòn rất dễ cháy. Sợi bông gòn không thể xe thành chỉ được nên thông dụng chỉ dùng làm chất nhồi cho các loại nệm, gối, bàn ghế, đồ chơi trẻ em và các lớp cách âm, cách nhiệt. Sợi bông gòn xưa kia cũng được chuộng dùng trong các loại áo bông, chăn bông nhưng ngày nay vật liệu này thường được thay thế bằng sợi tổng hợp nhân tạo.
Hạt bông gòn chứa chất dầu có thể sử dụng nấu xà phòng và làm phân bón.
Ở châu Á, nhất là Java canh tác và thu hoạch cây bông gòn được thực hiện quy mô. Ngoài ra một số địa phương khác ở Indonesia, Malaysia, Philipin và Nam Mỹ cũng trồng bông gòn.
Một loại sợi tương tự của cây Bombax malabarica gọi là cây bông lụa Ấn Độ (hay cây bông gòn Ấn Độ) có màu sẫm hơn sợi bông gạo. Trọng lượng cũng nặng hơn nên không được ưa chuộng bằng.

## Văn hóa
Loài cây này là "quốc thụ" của Puerto Rico, Guatemala, Guinea xích đạo. Nó cũng xuất hiện trên phù hiệu áo giáp và quốc kỳ của Guinea xích đạo.
Cây bông gòn cũng là một trong các chủ đề chính trong truyện The Great Kapok Tree của Lynne Cherry.